# 西山良平
西山 良平（にしやま りょうへい、1951年11月 - ）は、日本の歴史学者。京都大学名誉教授。大阪府出身。
専門は日本古代・中世の社会史。特に農村社会史や平安京を中心とする都市史を研究テーマとし、文化史・女性史・戦争史に関する著作もある。 

## 略歴
- 1974年 京都大学文学部卒業
- 1979年 京都大学大学院文学研究科国史学専攻博士課程単位取得退学
- 1980年 京都大学文学部助手
- 1987年 京都市立芸術大学美術学部専任講師
- 1991年 京都大学教養部助教授
- 1992年10月 京都大学総合人間学部助教授
- 1997年4月 京都大学総合人間学部教授
- 2003年4月 京都大学大学院人間・環境学研究科教授
- 2017年3月 京都大学定年退官、名誉教授

## 著書
- 『都市平安京』京都大学学術出版会、2004年

### 共編著
- 『平安京の住まい』藤田勝也共編著 京都大学学術出版会、2007年
- 『古代の都 3 恒久の都平安京』鈴木久男共編 吉川弘文館 2010
- 『律令国家史論集』栄原永遠男,吉川真司共編 塙書房 2010
- 『平安京と貴族の住まい』藤田勝也共編著 京都大学学術出版会 2012
- 『平安京の地域形成』鈴木久男, 藤田勝也共編著 京都大学学術出版会 2016